# 8-ма група психологічних операцій (США)
8-ма група інформаційного забезпечення військових операцій армії США (англ. 8th Military Information Support Group (Airborne) — військове формування, окремий загін зі складу сил спеціальних операцій армії США, призначений для повномасштабного забезпечення командирів військових частин регулярних збройних сил армії США всебічною інформацією для взаємоузгодження (синхронізації) загальних планів дій та досягнення інформаційної переваги й впливу на супротивника у всьому спектрі ведення військових дій.

## Історія
8-ма група інформаційного забезпечення військових операцій армії США, що дислокується у Форті Брегг у штаті Північна Кароліна, входить до складу Командування спеціальних операцій армії США й сформована 26 серпня 2011 року на основі частки підрозділів 4-ї групи інформаційного забезпечення військових операцій.

## Організація
8-ма група ІЗВО складається зі штабної роти та батальйонів інформаційного забезпечення регіональних Командувань збройних сил США: 1-го батальйону ІЗВО, цільовим чином зосереджений на Південно-американському театрі дій, 5-го батальйону ІЗВО — Тихоокеанський регіон, а також окремого 9-го батальйону ІЗВО — на який покладаються завдання аналізу, вивчення, дослідження новітніх форм інформаційного впливу на супротивника, а також їх випробування на практиці.
Кожен регіональний батальйон ІЗВО включає роту штабну та обслуговування і дві регіональні роти підтримки визначених Командувань ЗС США на ТВД. При кожному регіональному батальйоні є відділ стратегічних досліджень (SSD), укомплектований цивільними експертами по країнах і регіонах відповідальності батальйонів. Завданням відділів є регулярна підготовка аналітичних документів (оцінки військових потенціалів інших країн, загальний аналіз обстановки в конкретних країнах для можливого ведення в них психологічних операцій, спеціальний аналіз конкретних потенційних об'єктів психологічних операцій, різних аспектів ситуації в інших країнах тощо).